# モスクワ・カザン高速鉄道
モスクワ・カザン高速鉄道（モスクワ・カザンこうそくてつどう、ロシア語: ВСМ Москва—Казань）は、ロシア連邦の首都であるモスクワと、タタールスタンのカザンとを結ぶ予定計画されていた高速鉄道である 。モスクワからウラジーミル、ニジニ・ノヴゴロド、チェボクサルを経由してカザンに至る。モスクワと北京を結ぶ7,000kmにもおよぶ高速鉄道路線（北京・モスクワ高速鉄道）の最初の開業区間となる。2009年に提案され、2013年に決定されたこの鉄道路線であるが、2019年4月にいったん白紙に戻された。

## 背景
首都モスクワと「第3の首都」カザンは直線距離で721kmあり、在来線の鉄道での移動は14時間以上を要する。ロシアは2018年にサッカー・ワールドカップを開催したが、それに先立って地方と地方を結ぶ陸路を発達させることを課題としていた。その一環として、モスクワ・カザン高速鉄道が当初2018年開業を目指して計画された。高速鉄道はモスクワ、ウラジーミル、ニジニ・ノヴゴロド、カザンという大都市を結ぶ予定だが、このうちモスクワ、ニジニ・ノヴゴロド、カザンがワールドカップ開催都市であった。

## 経緯
2006年、ロシア鉄道による2020年までの高速輸送開発プログラムにおけるモスクワ・エカテリンブルグ高速鉄道プロジェクトの一部としてモスクワ・カザン間の高速鉄道建設案が登場した。
2008年6月、ロシア政府は「2030年までの鉄道輸送発展戦略」を承認し、モスクワ – サンクトペテルブルク間、モスクワ – ベルリン間、モスクワ – ニジニ・ノヴゴロド間の3つの高速鉄道を新たに建設することが提案された。
2009年11月、長年鉄道輸送行政に携わってきたスヴェルドロフスク州知事アレクサンドル・ミシャーリンが、国家評議会においてモスクワ – エカテリンブルク間の高速鉄道建設の重要性を強調した。
2013年5月27日、ソチで開催された高速鉄道に関する会議において、ウラジーミル・プーチン大統領が2018年までにモスクワ – カザンに、将来的には更にエカテリンブルクおよびウリヤノフスクまで高速鉄道を建設する計画を発表した。
2013年11月6日、開発資金の問題から計画の延期を決定。
2014年3月に行われた説明会では、ドイツ（シーメンス）、フランス（ブイグ、シストラ、フランス国鉄〈SNCF〉、ヴァンシ）、イタリア（サリーニ・インプレジロ）、スペイン（OHL）、トルコ、中国、アメリカ合衆国などの企業、鉄道事業者、投資家が関心を示した。
2015年5月、中国が1.07兆ルーブルで建設を請け負う内容の基本合意が成立した。
しかしその後もやはり建設費用や運営合理性の問題で計画は遅延。設計作業は2018年までに完了したものの、建設工事は始まらず、2019年4月にプーチン大統領がモスクワ – サンクトペテルブルク間への高速鉄道建設を支持したため、カザンへの鉄道建設事業はいったん白紙に戻された。
2020年3月8日、マラト・フスヌリン副首相はテレビ放送において、モスクワ・カザン高速鉄道の建設が延期されている理由として、建設費用が高額であり、需要が不明確であることを挙げた。
2022年1月、タタールスタン共和国大統領ルスタム・ミンニハノフは、カザンからモスクワへの人口流出の懸念があったため、計画の延期をむしろ歓迎していると述べた。

## 建設計画
- 路線：モスクワ（クールスキー駅） – ウラジミール – ニジニ・ノヴゴロド – チェボクサル – カザン[9]
- 全長：770km[21]
- 所要時間 3時間3分[21]
- 最高速度：時速400km[21]
- 軌間：1520 mm（ロシア軌間）[21]

想定されていた効果は以下のようなものである。
- 37万3千人以上の労働者の雇用
- 累積効果により、2019年から2030年までの経済効果は7.2兆ルーブル
- 2019年から2030年の期間、政府の全レベルで2.3兆ルーブルの追加税収